# محطة البث القاعدية
محطة الإرسال والإستقبال القاعدية بالإنجليزية (Base Transceiver Station): هو جهاز يسهل الاتصال بين جهاز المستخدم وشبكة اتصال لاسلكي.  تكون أجهزة المستخدم عادة أجهزة مثل الهواتف المحمولة أو هواتف الشبكات المغلقة أو حواسب متصلة بشبكة إنترنت لاسلكية. يمكن للشبكة أن تكون أي شبكة اتصال لاسلكية مثل النظام_العالمي_للإتصالات_المتنقلةGSM ، سي_دي_إم_أيهCDMA، دائرة_لاسلكية_مغلقةWLL، واي-فاي، وايماكس أو أي شبكة عريضة أخرى.
جهاز الـ BTS له أسماء أخرى مثل جهاز الإذاعة القاعدية (RBS) وعقدة بوليفيانو (عند توفير خدمة الجيل الثالت3G)، وعقدة بوليفيانو المطورة (عند توفير خدمة الجيل الرابع4G أو تطور طويل الأمد LTE) أو فقط محطة قاعدية (BS).
برغم أن محطة الـ BTS تصلح لأي نوع من الاتصالات اللاسلكية، إلا أنها مرتبطة عامة بتقنيات الاتصالات المحمولة مثل GSM وCDMA. 

## معرض صور

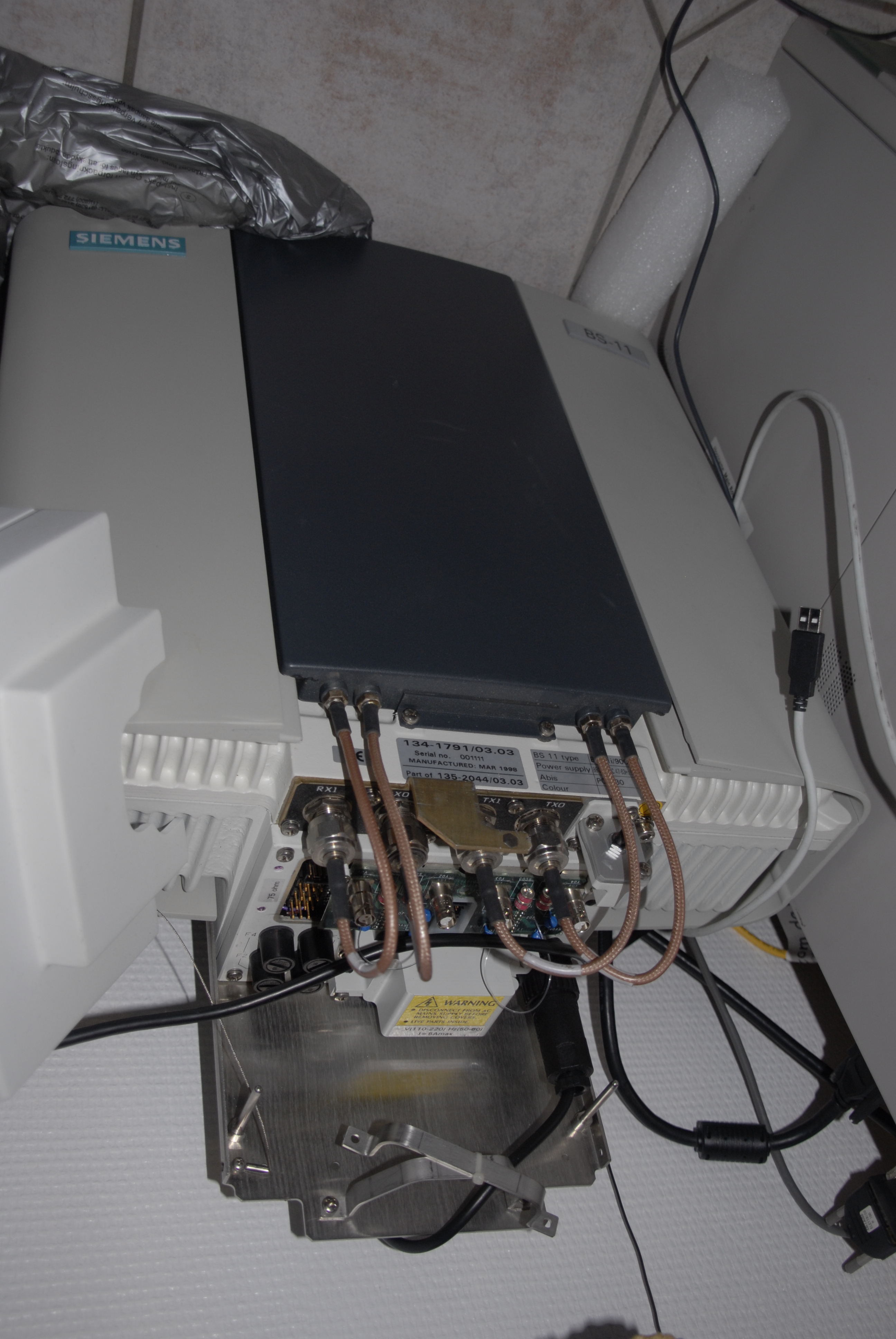
محطة BTS.
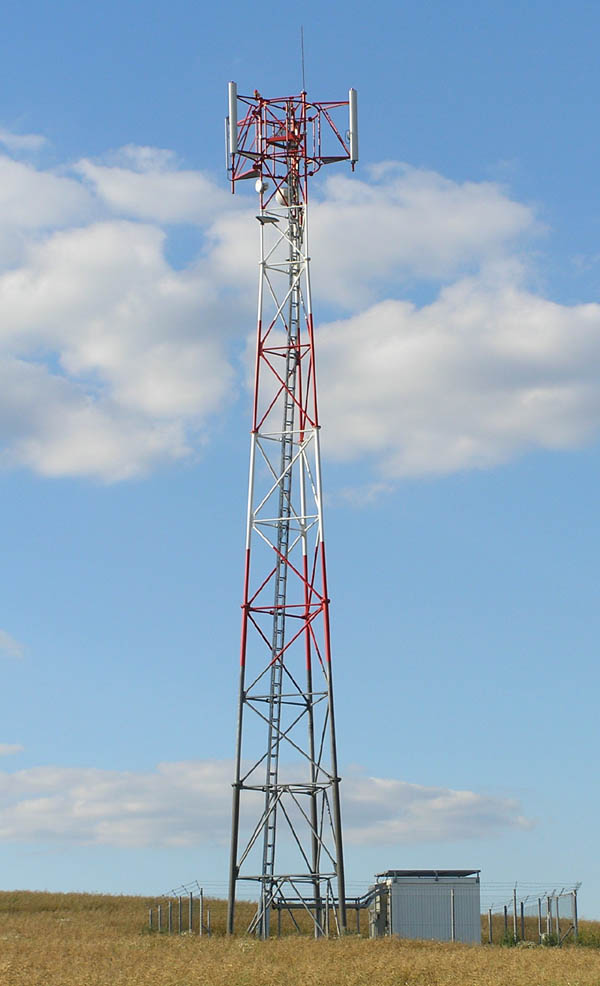
برج BTS تقليدي بهوائي. هناك خطأ شائع بالاعتقاد أن البرج هو نفسه محطة الـBTS. يظهر في الصورة الغرفة التي يوجد بها محطة الـBTS الفعلية.
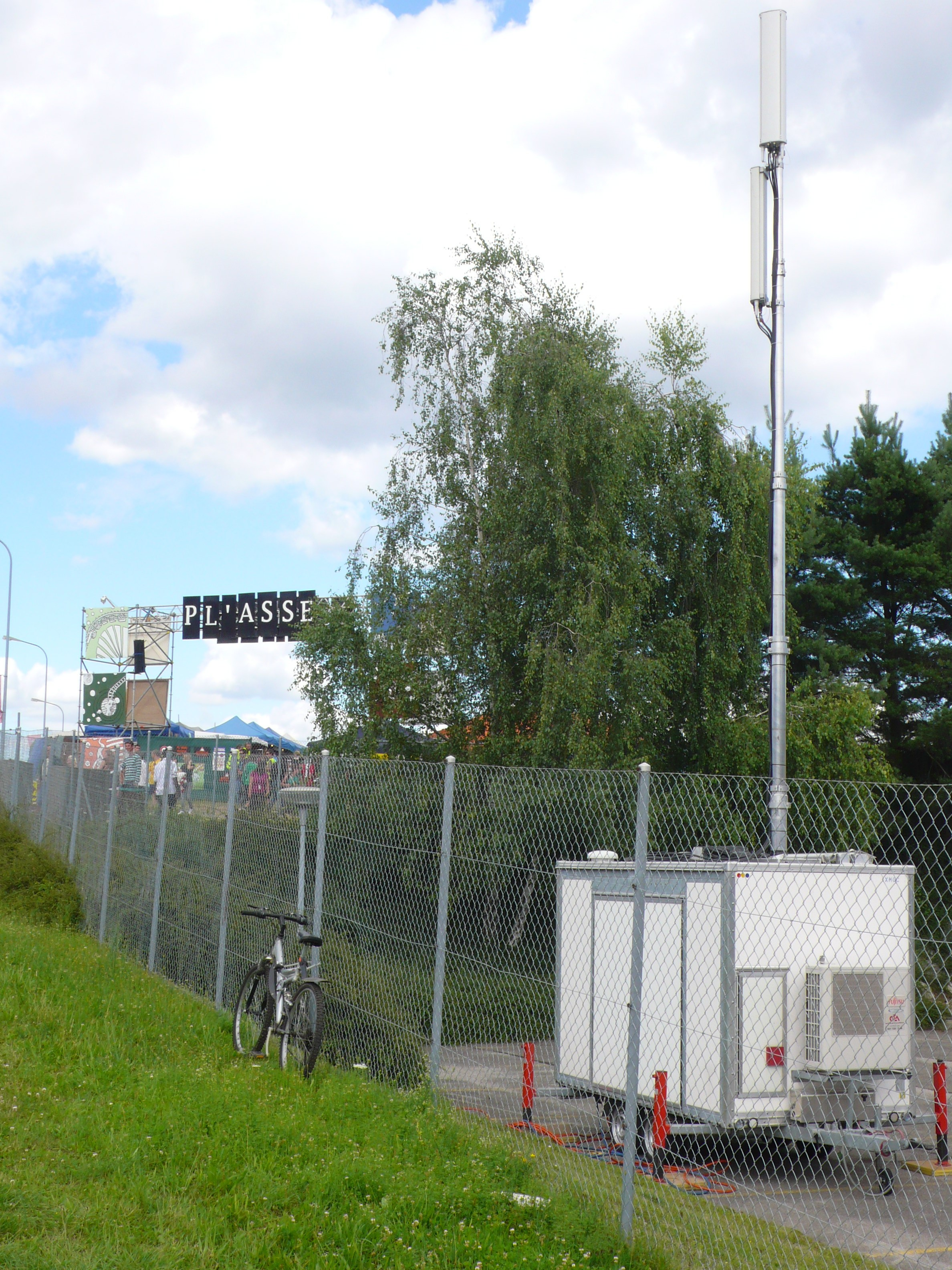
محطة BTS محمولة.
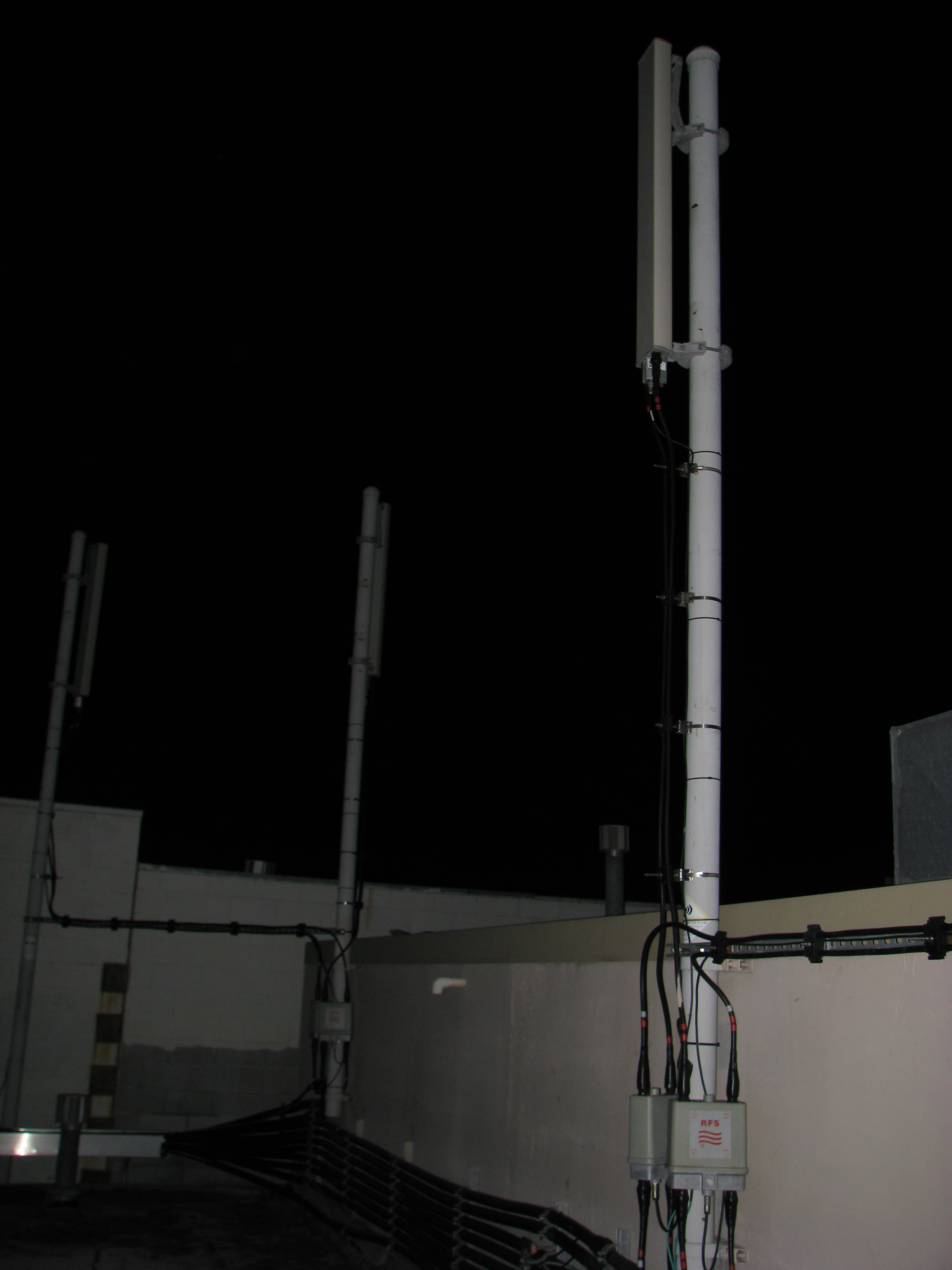
محطة BTS مثبتة على مبنى.
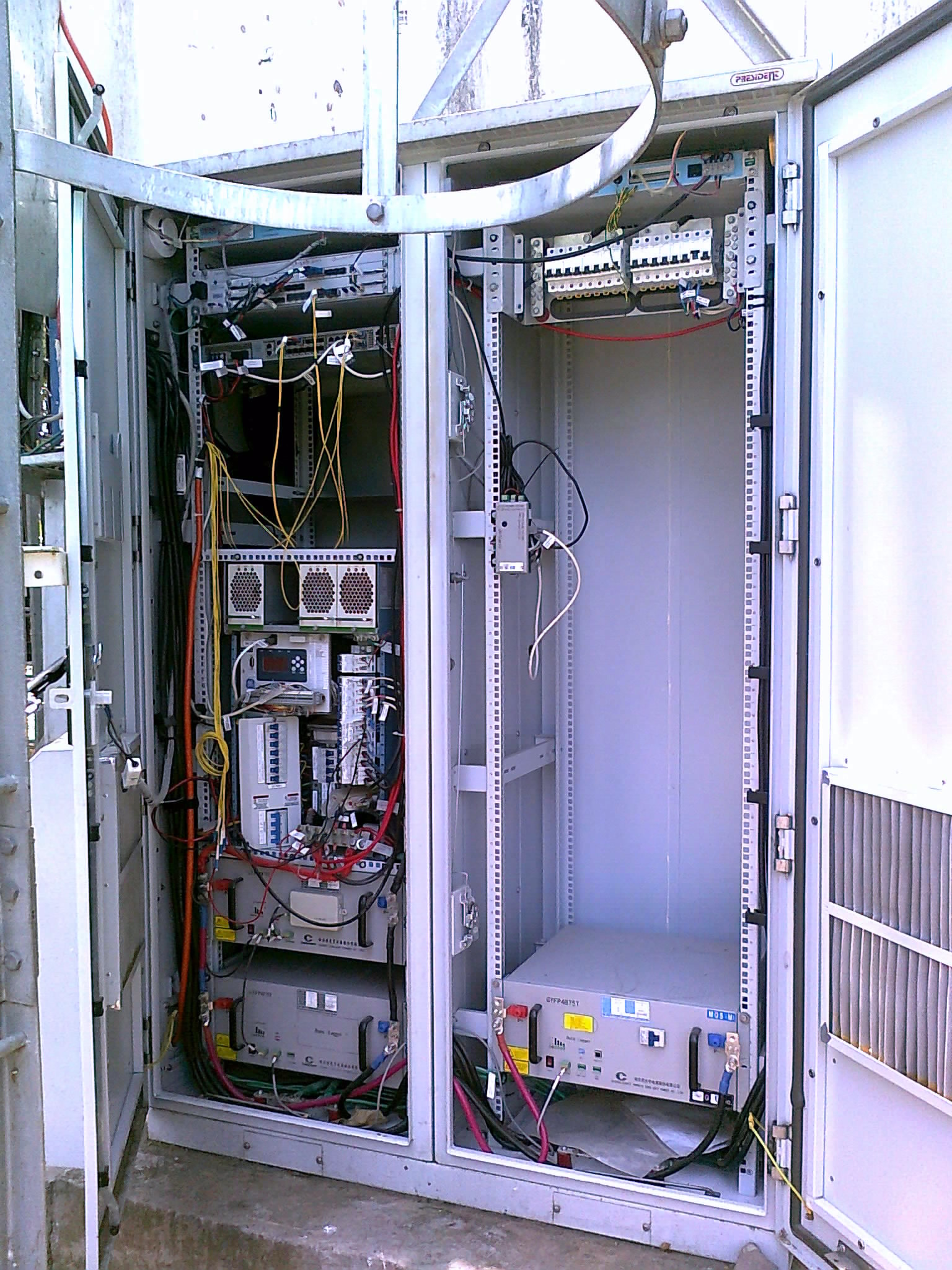
صندوق أجهزة إلكترونية مركب في قاعدة برج اتصالات في قرية شينوال بالهند.